# Tournoi de tennis de Suisse
Ne doit pas être confondu avec Tournoi de tennis de Gstaad ou Tournoi de tennis de Zurich.
Le tournoi de tennis de Suisse est un tournoi de tennis féminin du circuit professionnel WTA.
Il est organisé chaque année de 1962 à 1994 dans différentes villes suisses. En simple, Chris Evert et Manuela Maleeva l'ont remporté trois fois chacune.
En 2017, la WTA réintègre à son calendrier un tournoi à Bienne, sur surface dure. Celui-ci déménage dès l'année suivante à Lugano et se déroule sur terre battue.

## Palmarès

### Simple
| No       | Date       | Nom et lieu du tournoi                   | Catégorie      | Dotation       | Surface        | Vainqueure          | Finaliste         | Score           |                |
| -------- | ---------- | ---------------------------------------- | -------------- | -------------- | -------------- | ------------------- | ----------------- | --------------- | -------------- |
| 1        | 14-05-1962 | Swiss Championships, Lugano              |                | NC             | Terre (ext.)   | Margaret Smith      | Lesley Turner     | 6-2, 6-1        | Tableau        |
| 2        | 15-07-1963 | Swiss Championships, Gstaad              |                | NC             | Terre (ext.)   | Robyn Ebbern        | Lesley Turner     | 6-3, 6-4        | Tableau        |
| 3        | 01-06-1964 | Swiss Championships, Lausanne            |                | NC             | Terre (ext.)   | Margaret Smith      | Jan Lehane        | 2-6, 8-6, 6-2   | Tableau        |
| 4        | 31-05-1965 | Swiss Championships, Lugano              |                | NC             | Terre (ext.)   | Norma Baylon        | Edda Buding       | 6-1, 10-12, 5-5 | Tableau        |
| 5        | 11-07-1966 | Swiss Championships, Gstaad              |                | NC             | Terre (ext.)   | Helga Schultze      | Sonja Pachta      | 6-1, 6-1        | Tableau        |
| 6        | 17-07-1967 | Swiss Championships, Gstaad              |                | NC             | Terre (ext.)   | Annette Van Zyl     | Jan Lehane        | 6-1, 3-6, 6-3   | Tableau        |
| Ère Open |            |                                          |                |                |                |                     |                   |                 |                |
| 7        | 15-07-1968 | Swiss Open Championships, Gstaad         |                | NC             | Terre (ext.)   | Annette Van Zyl     | Julie Heldman     | 6-0, 6-1        | Tableau        |
| 8        | 22-07-1969 | Swiss Open Championships, Gstaad         |                | NC             | Terre (ext.)   | Françoise Dürr      | Rosie Casals      | 6-4, 4-6, 6-2   | Tableau        |
| 9        | 13-07-1970 | Swiss Open Championships, Gstaad         |                | NC             | Terre (ext.)   | Rosie Casals        | Françoise Dürr    | 6-2, 5-7, 6-2   | Tableau        |
| 10       | 05-07-1971 | Swiss Open Championships, Gstaad         | Grand Prix     | NC             | Terre (ext.)   | Françoise Dürr      | Lesley Hunt       | 6-3, 6-3        | Tableau        |
| 11       | 10-07-1972 | Swiss Open Championships, Gstaad         |                | NC             | Terre (ext.)   | Kazuko Sawamatsu    | Pam Teeguarden    | 6-3, 4-6, 6-2   | Tableau        |
| 12       | 09-07-1973 | Swiss Open Championships, Gstaad         |                | NC             | Terre (ext.)   | Julie Anthony       | Raquel Giscafré   | 6-4, 7-5        | Tableau        |
| 13       | 08-07-1974 | Swiss Open Championships, Gstaad         |                | NC             | Terre (ext.)   | Helga Schultze      | Lea Pericoli      | 4-6, 6-4, 6-3   | Tableau        |
| 14       | 07-07-1975 | Swiss Open Championships, Gstaad         |                | NC             | Terre (ext.)   | Glynis Coles        | Linky Boshoff     | 9-7, 2-6, 8-6   | Tableau        |
| 15       | 05-07-1976 | Swiss Open Championships, Gstaad         |                | NC             | Terre (ext.)   | Michèle Gurdal      | Gail Sherriff     | 4-6, 6-2, 6-3   | Tableau        |
| 16       | 04-07-1977 | Swiss Open Championships, Gstaad         |                | NC             | Terre (ext.)   | Lesley Hunt         | Helen Cawley      | 4-6, 7-5, 6-1   | Tableau        |
| 17       | 10-07-1978 | Swiss Open Championships, Gstaad         | [ 3 ]          | NC             | Terre (ext.)   | Virginia Ruzici     | Petra Delhees     | 6-2, 6-2        | Tableau        |
| 18       | 09-07-1979 | Piquet Watch Challenge, Gstaad           | [ 3 ]          | NC             | Terre (ext.)   | Petra Delhees       | Yvona Brzáková    | 6-4, 1-6, 6-1   | Tableau        |
| 19       | 07-07-1980 | Swiss Open Championships, Gstaad         | [ 3 ]          | NC             | Terre (ext.)   | Virginia Ruzici     | Sylvia Hanika     | 6-4, 6-3        | Tableau        |
| 20       | 11-05-1981 | Toyota Swiss Open, Lugano                |                | 100 000 $      | Terre (ext.)   | Chris Evert         | Virginia Ruzici   | 6-1, 6-1        | Tableau        |
| 21       | 10-05-1982 | Toyota Swiss Open, Lugano                | Series 3       | 100 000 $      | Terre (ext.)   | Chris Evert         | Andrea Temesvári  | 6-0, 6-3        | Tableau        |
| 22       | 09-05-1983 | Swiss Open, Lugano                       |                | 100 000 $      | Terre (ext.)   | NC                  | NC                | Annulé          | Tableau        |
| 23       | 07-05-1984 | Swiss Open, Lugano                       | VS Tour C2     | 100 000 $      | Terre (ext.)   | Manuela Maleeva     | Iva Budařová      | 6-1, 6-1        | Tableau        |
| 24       | 20-05-1985 | Swiss Open, Lugano                       |                | 100 000 $      | Terre (ext.)   | Bonnie Gadusek      | Manuela Maleeva   | 6-2, 6-2        | Tableau        |
| 25       | 19-05-1986 | European Open, Lugano                    |                | 100 000 $      | Terre (ext.)   | Raffaella Reggi     | Manuela Maleeva   | 5-7, 6-3, 7-6   | Tableau        |
| 26       | 18-05-1987 | European Open, Genève                    |                | 100 000 $      | Terre (ext.)   | Chris Evert         | Manuela Maleeva   | 6-3, 4-6, 6-2   | Tableau        |
| 27       | 16-05-1988 | European Open, Genève                    | Tier V         | 100 000 $      | Terre (ext.)   | Barbara Paulus      | Lori McNeil       | 6-4, 5-7, 6-1   | Tableau        |
| 28       | 22-05-1989 | European Open, Genève                    | Tier V         | 100 000 $      | Terre (ext.)   | Manuela Maleeva     | Conchita Martínez | 6-4, 6-0        | Tableau        |
| 29       | 21-05-1990 | Geneva European Open, Genève             | Tier IV        | 150 000 $      | Terre (ext.)   | Barbara Paulus      | Helen Kelesi      | 2-6, 7-5, 7-6   | Tableau        |
| 30       | 20-05-1991 | Geneva European Open, Genève             | Tier IV        | 150 000 $      | Terre (ext.)   | Manuela Maleeva     | Helen Kelesi      | 6-3, 3-6, 6-3   | Tableau        |
| 31       | 18-05-1992 | European Open, Lucerne                   | Tier IV        | 150 000 $      | Terre (ext.)   | Amy Frazier         | Radka Zrubáková   | 6-4, 4-6, 7-5   | Tableau        |
| 32       | 17-05-1993 | European Open, Lucerne                   | Tier III       | 150 000 $      | Terre (ext.)   | Lindsay Davenport   | Nicole Provis     | 6-1, 4-6, 6-2   | Tableau        |
| 33       | 16-05-1994 | European Open, Lucerne                   | Tier III       | 150 000 $      | Terre (ext.)   | Lindsay Davenport   | Lisa Raymond      | 7-6, 6-4        | Tableau        |
|          | 1995-2016  | Pas de tournoi                           | Pas de tournoi | Pas de tournoi | Pas de tournoi | Pas de tournoi      | Pas de tournoi    | Pas de tournoi  | Pas de tournoi |
| 34       | 10-04-2017 | Ladies Open Biel Bienne, Bienne          | Intern'l       | 226 750 $      | Dur (int.)     | Markéta Vondroušová | Anett Kontaveit   | 6-4, 7-66       | Tableau        |
| 35       | 09-04-2018 | Samsung Open presented by Cornèr, Lugano | Intern'l       | 226 750 $      | Terre (ext.)   | Elise Mertens       | Aryna Sabalenka   | 7-5, 6-2        | Tableau        |
| 36       | 08-04-2019 | Samsung Open presented by Cornèr, Lugano | Intern'l       | 226 750 $      | Terre (ext.)   | Polona Hercog       | Iga Świątek       | 6-3, 3-6, 6-3   | Tableau        |

### Double
| No       | Date       | Nom et lieu du tournoi                  | Catégorie      | Dotation       | Surface        | Vainqueures                               | Finalistes                             | Score            |                |
| -------- | ---------- | --------------------------------------- | -------------- | -------------- | -------------- | ----------------------------------------- | -------------------------------------- | ---------------- | -------------- |
| 1        | 14-05-1962 | Swiss Championships Lugano              |                | NC             | Terre (ext.)   | Justina Bricka Margaret Smith             | Jan Lehane Lesley Turner               | 6-3, 6-2         | Tableau        |
| 2        | 15-07-1963 | Swiss Championships Gstaad              |                | NC             | Terre (ext.)   | Robyn Ebbern Lesley Turner                | Norma Baylon Renee Schuurman           | 6-1, 6-4         | Tableau        |
| 3        | 01-06-1964 | Swiss Championships Lausanne            |                | NC             | Terre (ext.)   | Renee Schuurman Karen Susman              | Roberta Beltrame Christiane Mercelis   | 7-5, 6-4         | Tableau        |
| 4        | 31-05-1965 | Swiss Championships Lugano              |                | NC             | Terre (ext.)   | Sylvana Lazzarino Lea Pericoli            | Françoise Dürr Jeanine Lieffrig        | 6-1, 6-1         | Tableau        |
| 5        | 11-07-1966 | Swiss Championships Gstaad              |                | NC             | Terre (ext.)   | Roberta Beltrame Françoise Dürr           | Helga Schultze Sonja Pachta            | default          | Tableau        |
| Ère Open |            |                                         |                |                |                |                                           |                                        |                  |                |
| 6        | 15-07-1968 | Swiss Open Championships Gstaad         |                | NC             | Terre (ext.)   | Rosie Darmon Annette Van Zyl              | Helen Amos Elena Subirats              | 6-1, 6-3         | Tableau        |
| 7        | 22-07-1969 | Swiss Open Championships Gstaad         |                | NC             | Terre (ext.)   | Rosie Casals Billie Jean King             | Françoise Dürr Ann Haydon-Jones        | 8-6, 6-3         | Tableau        |
| 8        | 13-07-1970 | Swiss Open Championships Gstaad         |                | NC             | Terre (ext.)   | Rosie Casals Françoise Dürr               | Helga Masthoff Betty Stöve             | 6-2, 6-2         | Tableau        |
| 9        | 05-07-1971 | Swiss Open Championships Gstaad         | Grand Prix     | NC             | Terre (ext.)   | Brenda Kirk Laura Rossouw                 | Françoise Dürr Lea Pericoli            | 8-6, 6-3         | Tableau        |
| 10       | 10-07-1972 | Swiss Open Championships Gstaad         |                | NC             | Terre (ext.)   | Fiorella Bonicelli María-Isabel Fernández | Julie Heldman Pam Teeguarden           | 6-3, 6-3         | Tableau        |
| 11       | 09-07-1973 | Swiss Open Championships Gstaad         |                | NC             | Terre (ext.)   | Julie Anthony Raquel Giscafré             | Chang Ching-Ling Carmen Coronado       | 6-2, 6-0         | Tableau        |
| 12       | 08-07-1974 | Swiss Open Championships Gstaad         |                | NC             | Terre (ext.)   | Helga Schultze Lea Pericoli               | Kayoko Fukuoka Michelle Rodríguez      | 6-2, 6-0         | Tableau        |
| 13       | 07-07-1975 | Swiss Open Championships Gstaad         |                | NC             | Terre (ext.)   | Linky Boshoff Lea Pericoli                | Glynis Coles Belinda Thompson          | 7-5, 6-1         | Tableau        |
| 14       | 05-07-1976 | Swiss Open Championships Gstaad         |                | NC             | Terre (ext.)   | Betsy Nagelsen Wendy Turnbull             | Brigitte Cuypers Annette Van Zyl       | 6-4, 6-4         | Tableau        |
| 15       | 04-07-1977 | Swiss Open Championships Gstaad         |                | NC             | Terre (ext.)   | Helen Cawley Rayni Fox                    | Mary Carillo Lesley Hunt               | 6-0, 6-4         | Tableau        |
| 16       | 10-07-1978 | Swiss Open Championships Gstaad         | [ 3 ]          | NC             | Terre (ext.)   | Barbara Jordan Betsy Nagelsen             | Lea Antonoplis Diane Evers             | 6-4, 6-3         | Tableau        |
| 17       | 09-07-1979 | Piquet Watch Challenge Gstaad           | [ 3 ]          | NC             | Terre (ext.)   | Diane Evers Hana Strachonova              | Petra Delhees Anne-Marie Ruegg         | 6-1, 4-6, 6-2    | Tableau        |
| 18       | 11-05-1981 | Toyota Swiss Open Lugano                |                | 100 000 $      | Terre (ext.)   | Rosalyn Fairbank Tanya Harford            | Candy Reynolds Paula Smith             | 2-6, 6-1, 6-4    | Tableau        |
| 19       | 10-05-1982 | Toyota Swiss Open Lugano                | Series 3       | 100 000 $      | Terre (ext.)   | Candy Reynolds Paula Smith                | Joanne Russell Virginia Ruzici         | 6-2, 6-4         | Tableau        |
| 20       | 09-05-1983 | Swiss Open Lugano                       |                | 100 000 $      | Terre (ext.)   | Christiane Jolissaint Marcella Mesker     | Petra Delhees Pat Medrado              | 6-2, 3-6, 7-5    | Tableau        |
| 21       | 07-05-1984 | Swiss Open Lugano                       | VS Tour C2     | 100 000 $      | Terre (ext.)   | Christiane Jolissaint Marcella Mesker     | Iva Budařová Marcela Skuherská         | 6-4, 6-3         | Tableau        |
| 22       | 20-05-1985 | Swiss Open Lugano                       |                | 100 000 $      | Terre (ext.)   | Bonnie Gadusek Helena Suková              | Bettina Bunge Eva Pfaff                | 6-2, 6-4         | Tableau        |
| 23       | 19-05-1986 | European Open Lugano                    |                | 100 000 $      | Terre (ext.)   | Elise Burgin Betsy Nagelsen               | Jenny Byrne Janine Thompson            | 6-2, 6-3         | Tableau        |
| 24       | 18-05-1987 | European Open Genève                    |                | 100 000 $      | Terre (ext.)   | Betsy Nagelsen Elizabeth Smylie           | Laura Arraya Catherine Tanvier         | 4-6, 6-4, 6-3    | Tableau        |
| 25       | 16-05-1988 | European Open Genève                    | Tier V         | 100 000 $      | Terre (ext.)   | Christiane Jolissaint Dinky Van Rensburg  | Maria Lindström Claudia Porwik         | 6-1, 6-3         | Tableau        |
| 26       | 22-05-1989 | European Open Genève                    | Tier V         | 100 000 $      | Terre (ext.)   | Katrina Adams Lori McNeil                 | Larisa Savchenko Natasha Zvereva       | 2-6, 6-3, 6-4    | Tableau        |
| 27       | 21-05-1990 | Geneva European Open Genève             | Tier IV        | 150 000 $      | Terre (ext.)   | Louise Field Dinky Van Rensburg           | Elise Burgin Betsy Nagelsen            | 5-7, 7-6, 7-5    | Tableau        |
| 28       | 20-05-1991 | Geneva European Open Genève             | Tier IV        | 150 000 $      | Terre (ext.)   | Nicole Provis Elizabeth Smylie            | Cathy Caverzasio Manuela Maleeva       | 6-1, 6-2         | Tableau        |
| 29       | 18-05-1992 | European Open Lucerne                   | Tier IV        | 150 000 $      | Terre (ext.)   | Amy Frazier Elna Reinach                  | Karina Habšudová Marianne Werdel       | 7-5, 6-2         | Tableau        |
| 30       | 17-05-1993 | European Open Lucerne                   | Tier III       | 150 000 $      | Terre (ext.)   | Mary Joe Fernández Helena Suková          | Lindsay Davenport Marianne Werdel      | 6-2, 6-4         | Tableau        |
| 31       | 16-05-1994 | European Open, Lucerne                  | Tier III       | 150 000 $      | Terre (ext.)   | NC                                        | NC                                     | Pluie            | Tableau        |
|          | 1995-2016  | Pas de tournoi                          | Pas de tournoi | Pas de tournoi | Pas de tournoi | Pas de tournoi                            | Pas de tournoi                         | Pas de tournoi   | Pas de tournoi |
| 32       | 10-04-2017 | Ladies Open Biel Bienne Bienne          | Intern'l       | 226 750 $      | Dur (int.)     | Hsieh Su-wei Monica Niculescu             | Timea Bacsinszky Martina Hingis        | 5-7, 6-3, [10-7] | Tableau        |
| 33       | 09-04-2018 | Samsung Open presented by Cornèr Lugano | Intern'l       | 226 750 $      | Terre (ext.)   | Kirsten Flipkens Elise Mertens            | Vera Lapko Aryna Sabalenka             | 6-1, 6-3         | Tableau        |
| 34       | 08-04-2019 | Samsung Open presented by Cornèr Lugano | Intern'l       | 226 750 $      | Terre (ext.)   | Sorana Cîrstea Andreea Mitu               | Veronika Kudermetova Galina Voskoboeva | 1-6, 6-2, [10-8] | Tableau        |

### Double mixte
| No | Date       | Nom et lieu du tournoi       | Catégorie | Dotation | Surface      | Vainqueures                  | Finalistes | Score |         |
| -- | ---------- | ---------------------------- | --------- | -------- | ------------ | ---------------------------- | ---------- | ----- | ------- |
| 1  | 01-06-1964 | Swiss Championships Lausanne |           | NC       | Terre (ext.) | Margaret Smith John Newcombe | NC         | NC    | Tableau |